# هارفي كوشينغ
هارفي ويليامز كوشينغ (بالإنجليزية: Harvey Williams Cushing)‏ كان طبيبا أمريكيا مختصا بجراحة الأعصاب. ولد في كليفلاند في 8 نيسان 1869 وتوفي في نيو هيفن في 7 تشرين الأول 1939. كان رائدا في جراحة الدماغ، واشتهر بأنه أول من وصف مرض كوشينغ الذي يحمل اسمه.

## حياته المهنية
بعد خضوعه للتدريب العصبي الجراحي في الخارج تحت إشراف إيميل تيودور كوخر في بيرن وتشارلز سكوت شرينغتون في ليفربول، بدأ في ممارسته الخاصة لهذه المهنة في بالتيمور. خلال فترة تدريبه لدى كوخر، اكتشف لأول مرة مع منعكس كوشينغ، الذي يصف العلاقة بين ضغط الدم والضغط داخل القحف. أصبح أستاذًا مساعدًا في الجراحة بجامعة جونز هوبكنز في عمر 32 سنة، وتولى المسؤولية الكاملة عن حالات جراحة الجهاز العصبي المركزي. كتب العديد من الدراسات المتعلقة بجراحة الدماغ والنخاع الشوكي وقدم العديد من المساهمات الهامة في علم الجراثيم. أجرى (مع كوخر) دراسة حول الضغط داخل المخ وساهم (مع شرينغتون) في موضعة المراكز المخية. في بالتيمور، استطاع تطوير طريقة لإجراء العمليات الجراحية مع التخدير الموضعي، وأدت ورقته البحثية حول استخدام هذه الطريقة في عمليات الفتق إلى اكتسابه سمعة في الأوساط الأوروبية. في عام 1911، شغل منصب رئيس الجراحين في مستشفى بيتر بينت بريغهام في بوسطن. أصبح لاحقًا أستاذًا في الجراحة في مدرسة هارفرد للطب ابتداءً من عام 1912. في عام 1913، تقلد زمالة كلية الجراحين الملكية الفخرية (لندن). انتُخب ليصبح عضوًا في الأكاديمية الأمريكية للفنون والعلوم في عام 1914. في عام 1915، قبل المؤتمر السريري للجراحين في بوسطن، أظهر كوشينغ إمكانية التأثير على طول الفرد من خلال الجراحة على الغدة النخامية. في عام 1924، استلم شوكينغ جائزة الكاميرون لعلم المداواة من جامعة إدنبرة.

### الحرب العالمية الأولى
بعد فترة وجيزة من دخول الولايات المتحدة في الحرب العالمية الأولى، تقلد كوشينغ رتبة رائد في الفيلق الطبي للجيش الأمريكي في 5 مايو 1917. كان مدير مستشفى القاعدة الأمريكية الملحق بقوات الحملة البريطانية في فرنسا. عمل كوشينغ أيضًا كرئيس الوحدة الجراحية في أحد المستشفيات العسكرية الفرنسية خارج باريس. خلال وجوده في المستشفى العسكري الفرنسي، أجرى كوشينغ العديد من التجارب على استخدام المغناطيس الكهربائي لاستخراج أجزاء الشظايا المعدنية التي انغرزت داخل الدماغ. ذُكر اسمه في رسالة المارشال السير دوغلاس هيج في نوفمبر 1917.
في 6 يونيو 1918، حصل على ترقية إلى رتبة مقدم وشغل منصب المستشار الأول في جراحة الأعصاب لدى قوات الحملة الأمريكية في أوروبا. حصل على رتبة عقيد (أو-6) في 23 أكتوبر 1918. استطاع بصفته هذه علاج الملازم إدوارد ريفير أوسلو، الذي أصيب بجروح قاتلة خلال معركة يبر الثالثة. كان الملازم أوسلر ابن السير ويليام أوسلر.
عاد كوشينغ إلى الولايات المتحدة في فبراير 1919 وحصل على تسريحه في 9 أبريل من العام نفسه. تقديرًا لخدمته خلال الحرب، تقلد كوشينغ وسام الحمام من الحكومة البريطانية. في عام 1923، حصل على وسام الخدمة المتميزة من الجيش الأمريكي.

## روابط خارجية
- هارفي كوشينغ على موقع الموسوعة البريطانية (الإنجليزية)
- هارفي كوشينغ على موقع إن إن دي بي (الإنجليزية)